# 翳 (用具)
翳是中国史书文献记载到的一种用鸟兽羽毛拼插制做成的传统舞具。《山海经·海外西经》记载到启在舞蹈时“左手操翳，右手操环，佩玉璜。”